# Медсёстры
«Медсёстры» (исп. Enfermeras) — колумбийская теленовелла 2019 года, в главных ролях снимались Диана Ойос, Себастьян Карвахаль, Винья Мачадо, Хулиан Трухильо, Лучо Веласко, Нина Кайседо, Федерико Ривера, Мария Мануэла Гомес и Кристиан Рохас. Сериал транслировался с 23 октября 2019 года на телеканале «RCN Televisión».

## Сюжет
Мария Клара Гонсалес работает старшей медсестрой в одной из наиболее известных больниц города Санта-Роза. У Марии проблемы в личной жизни из-за разлада с Романом, от которого у неё двое детей. В день своей годовщины Мария Клара решила обновить отношения и арендовала номер в отеле, чтобы провести с ним ночь. Однако у Романа случился сердечный приступ после которого его отправили в реанимацию, где Мария провела ночь у его постели. На следующий день пришла Паула в сопровождении своего маленького сына, и сказала медсестре, что это первенец Романа. После этих событий Мария все больше разочаровывается в своем муже, склоняясь к мысли о разводе с ним.
Тем временем, в больницу прибывает молодой специалист доктор Карлос Перес, который вскоре заводит связь с Марией Кларой, став её парнем. Однако их отношения омрачаются множеством препятствий, когда Марица (жена Карлоса) и Валериано (его отец), узнают, что происходит между ними. Кроме того, возникает вражда Марии Клары с её начальником Глорией, а также несогласие детей Марии с её новым выбором. Действие развивается на фоне бурных событий в бизнесе Мануэля Кастро, научного руководителя Марии, так что появление доктора Переса в жизни Марии приводит её на распутье.

## В ролях
- Диана Ойос — Мария Клара Гонсалес
- Себастьян Карвахаль — Карлос Перес
- Винья Мачадо — Глория Майорга Морено
- Хулиан Трухильо — Альваро Рохас
- Лучо Веласко — Мануэль Альберто Кастро
- Нина Кайседо — Соль Энджи Веласкес
- Федерико Ривера — Эктор Рубиано «Коко»
- Мария Мануэла Гомес — Валентина Дуарте Гонсалес
- Кристиан Рохас — Камило Дуарте Гонсалес